# Anke Scholz
Anke Scholz (n. 25 noiembrie 1978, Berlin, RDG) este o înotătoare germană, medaliată olimpică. A participat la o ediție a Jocurilor Olimpice (1996) în care a câștigat o medalie de argint.

## Participări
Lista de mai jos prezintă principalele competiții la care a participat Anke Scholz de-a lungul carierei.
- swimming at the 1996 Summer Olympics – women's 4 × 200 metre freestyle relay[*]